# Дубравко Павличич
Дубравко Павличич (хорв. Dubravko Pavličić, нар. 28 листопада 1967, Загреб — пом. 4 квітня 2012, Ельче) — хорватський футболіст, захисник.
Насамперед відомий виступами за «Рієку» та «Еркулес», а також національну збірну Хорватії.

## Клубна кар'єра
У дорослому футболі дебютував 1987 року виступами за команду клубу «Динамо» (Загреб), в якій провів два з половиною сезони, взявши участь у 36 матчах чемпіонату.
Своєю грою за цю команду привернув увагу представників тренерського штабу клубу «Рієка», до складу якого приєднався на початку 1990 року. Відіграв за команду з Рієки наступні чотири з половиною сезони своєї ігрової кар'єри. Більшість часу, проведеного у складі «Рієки», був основним гравцем захисту команди.
Протягом 1994–1997 років захищав кольори команди клубу «Еркулес».
Влітку 1997 року уклав контракт з іншим іспанським клубом «Саламанка», у складі якого провів наступні два роки своєї кар'єри гравця. Граючи у складі «Саламанки» також здебільшого виходив на поле в основному складі команди.
Завершив професійну ігрову кар'єру у нижчоліговому клубі «Расінг» (Ферроль), за який виступав протягом сезону 2000–01 років.

## Виступи за збірну
8 липня 1992 року дебютував в офіційних матчах у складі національної збірної Хорватії в товариському матчі проти збірної Австралії.
У складі збірної був учасником чемпіонату Європи 1996 року в Англії, на якому зіграв у двох матчах.
Всього протягом кар'єри у національній команді, яка тривала 6 років, провів у формі головної команди країни 22 матчі.

## Титули і досягнення
- Чемпіон світу (U-20): 1987

## Смерть
Помер 4 квітня 2012 року у місті Ельче на 44 році життя від раку підшлункової залози.